# Maschietta
Maschietta (Manhandled) è un film muto del 1924 diretto da Allan Dwan.
La sceneggiatura di Frank W. Tuttle si basa sul racconto Manhandled di Arthur Stringer pubblicato il 29 marzo 1924 su Saturday Evening Post.

## Trama
Tessie McGuire, dopo che Jimmy, il suo ragazzo le ha dato buca a un appuntamento, si reca da sola a una festa presso lo studio di Robert Brandt. Lì si diverte a esibirsi e le sue imitazioni hanno grande successo. Riccardi, uno degli ospiti, le offre un lavoro: deve impersonare una contessa russa nel suo negozio di moda.
Mentre Jimmy ha successo come inventore, Tessie, nel suo nuovo lavoro,  si trova alle prese con una torma di corteggiatori. Jimmy, quando la va a trovare, la accusa di comportarsi da maschietta. Lei capisce il suo errore e, pentita, torna dall'innamorato.

## Produzione
La Famous Players-Lasky Corporation produsse il film che fu girato negli studi Astoria di New York della Paramount.

## Distribuzione
Il film fu distribuito dalla Paramount Pictures; uscì in sala il 22 luglio 1924.
Copia della pellicola viene conservata negli archivi della Library of Congress. Nel 2008, la Grapevine Video ne fece uscire una versione in DVD, tratta da una copia in 16 mm.  Il film, di 68 minuti, era accompagnato dalla versione DVD di Shifting Sands di Albert Parker.

### Date di uscita
IMDb e DVD su Silent Era
- USA 22 luglio 1924
- Finlandia 17 gennaio 1926
- Portogallo Escravizada 9 febbraio 1928
- Spagna Juguete del placer
- Francia Tricheuse
- USA  2003   VHS
- USA   2008  DVD